# Ivar Virgin (1936–2019)
Claes Ivar Virgin, född 29 februari 1936 i Ova församling i Skaraborgs län, död 3 augusti 2019  i Mariedal i Götene kommun, var en svensk politiker (moderata samlingspartiet) och civilekonom. Han var son till talmannen, kapten Ivar Virgin (1908–1980) och Elsa Virgin, född Swartling (1908–1982).
Virgin blev reservofficer i flottan med sjöofficersexamen 1958 och tjänstgjorde i svenska marinen 1958–1962. Han hade eget lantbruk i Mariedal, Västergötland från 1964, var styrelseledamot i Västsvenska lantmän 1979–1983 och i Skaraborgsbanken. Han var styrelseledamot i länsstyrelsen i Skaraborgs län från 1980, ledamot av kommittén om en miljöskadefond från 1985, ordförande i moderata samlingspartiet Götene 1977–1982 samt ledamot av kommunfullmäktige i Götene 1977–1982. Virgin var ledamot av skolstyrelsen 1971–1982 (ordförande 1979–1982), ordförande i kyrkostämman i Ova från 1979 samt landstingsledamot för Skaraborgs län 1982–1985.
Som politiker var Virgin verksam bland annat inom miljö- och försvarsområdena. Han var under en period sitt partis talesman i miljöpolitiska frågor. Han var riksdagsledamot för Skaraborgs läns valkrets 1982–1995 och som sådan ledamot i försvarsutskottet samt miljö- och jordbruksutskottet. 
Virgin var europaparlamentariker 1995–1999, som ledamot av utskottet för miljö, folkhälsa och konsumentskydd samt suppleant i utskottet för jordbruk och landsbygdsutveckling.
Ivar Virgin valdes 1990 in som korresponderande ledamot i Kungliga Örlogsmannasällskapet och blev 1993 ledamot av Kungliga Skogs- och Lantbruksakademien. Han är begravd på Ova kyrkogård.